# Trifaricardium morrisoni
Trifaricardium morrisoni is een tweekleppigensoort uit de familie van de Cardiidae. De wetenschappelijke naam van de soort is voor het eerst geldig gepubliceerd in 2007 door Ter Poorten & Huber.